# 치차론

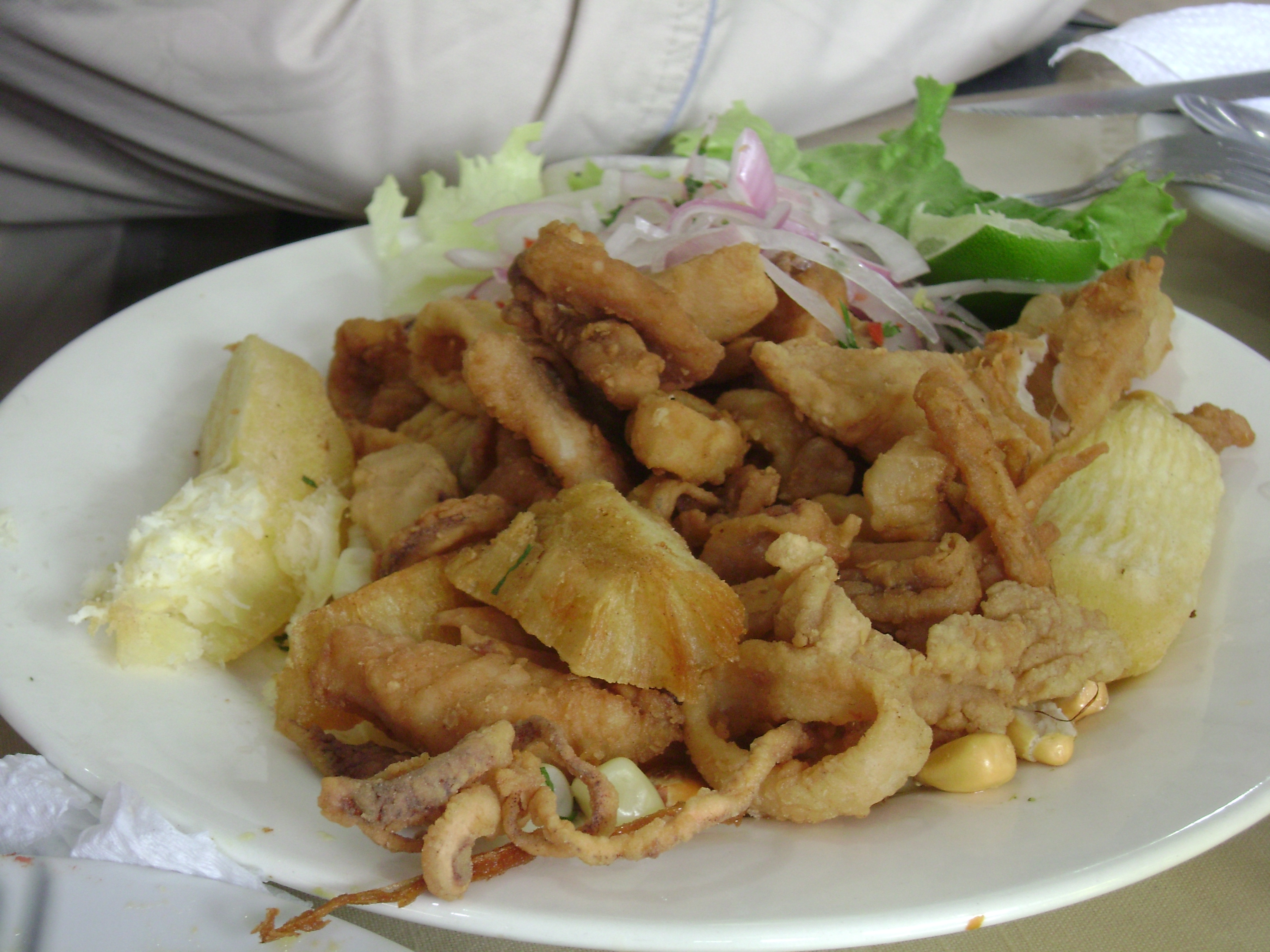

치차론(Chicharrón, 스페인어: [tʃitʃaˈron], 복수형 chicharrones; 포르투갈어: torresmo [tuˈʁeʒmu, toˈʁezmu, toˈʁeʒmu]; 필리핀어: chicharon; 차모로: chachalon)은 일반적으로 튀긴 삼겹살 또는 튀긴 돼지 껍데기로 구성된 요리이다. 치차론은 닭고기, 양고기 또는 쇠고기로 만들 수도 있다.

## 명칭
소스를 곁들인 요리인 치차론이나 핑거푸드 스낵인 치차론은 스페인의 안달루시아와 카나리아, 라틴 아메리카 및 미국 남서부를 포함하여 스페인 영향을 받은 기타 지역에서 인기가 있다. 볼리비아, 브라질, 포르투갈(토레스모), 칠레, 콜롬비아, 코스타리카, 쿠바, 도미니카 공화국, 에콰도르, 괌, 과테말라, 아이티, 온두라스, 엘살바도르, 멕시코, 니카라과, 파나마, 페루, 필리핀, 푸에르토리코, 베네수엘라, 벨리즈 등의 전통 요리의 일부이다. 이 용어의 단수형이나 그 변형은 독립형 복수형이 존재하지 않는 필리핀어와 타갈로그어에서도 대량 명사로 사용된다. 치차론은 일반적으로 다양한 돼지고기 부위로 만들어지지만 때로는 양고기, 닭고기 또는 기타 고기를 사용하기도 한다. 어떤 곳에서는 껍질이 아닌 껍질이 붙어 있는 돼지 갈비와 고기가 더 많은 부분으로 만들어진다.

## 같이 보기
- 라틴 아메리카 요리